# Дзевио
Дзевио (Цевио; итал. Zevio) — коммуна в Италии, располагается в провинции Верона области Венеция.
Население составляет 13 055 человек (на 2004 г.), плотность населения составляет 219 чел./км². Занимает площадь 55,02 км². Почтовый индекс — 37059. Телефонный код — 045.
Покровителем населённого пункта считается Святая Тоскана (Santa Toscana). Праздник ежегодно празднуется 14 июля.

## Города-побратимы
- Арборея, Италия

## Известные уроженцы и жители
- Лео Тодескини (1916—1940) — итальянский танкист. Кавалер высшей награды Италии — золотой медали «За воинскую доблесть».

## Галерея

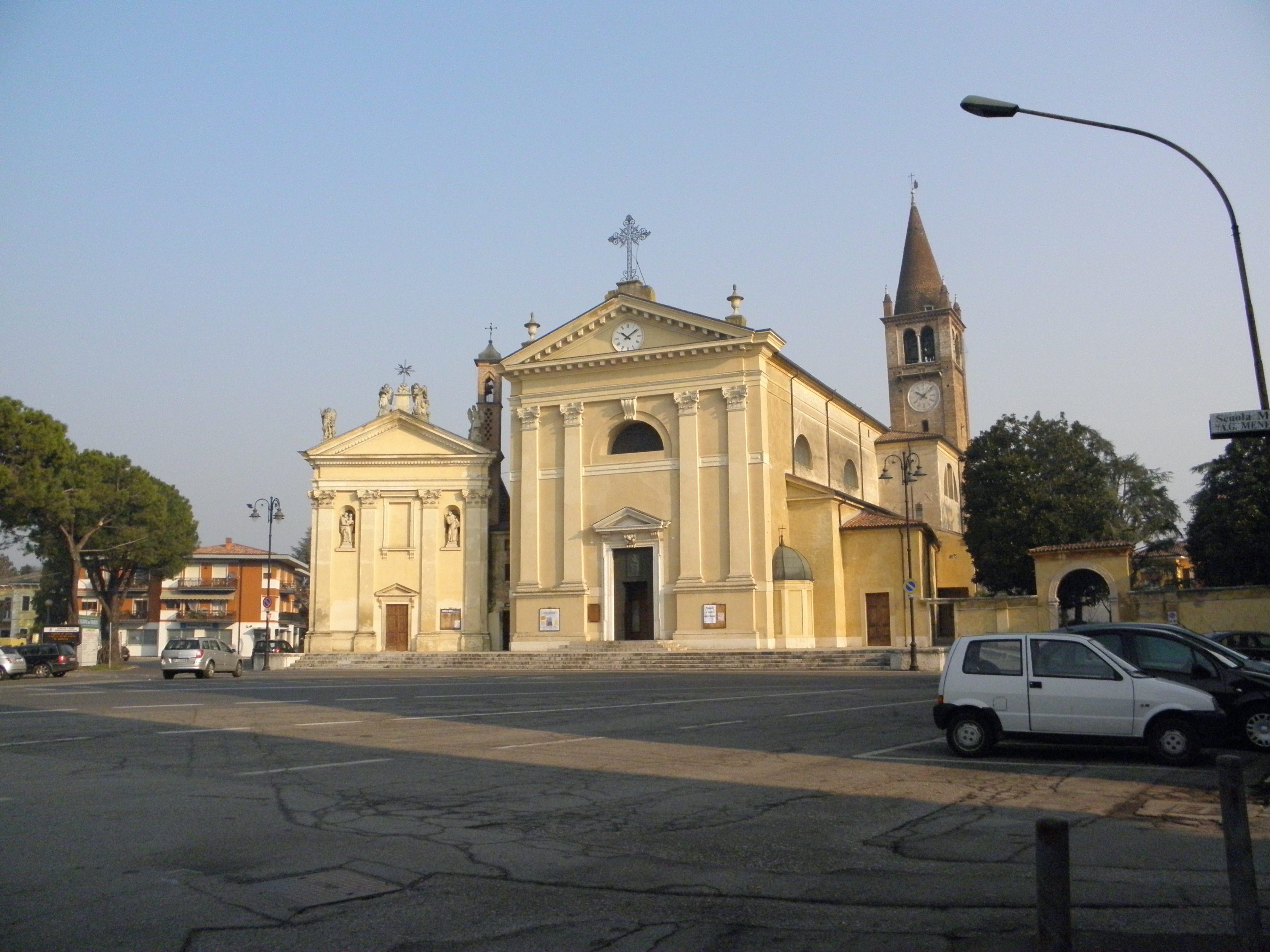
Молельня (слева) и приходской храм святого апостола Петра, вид с площади Santa Toscana.
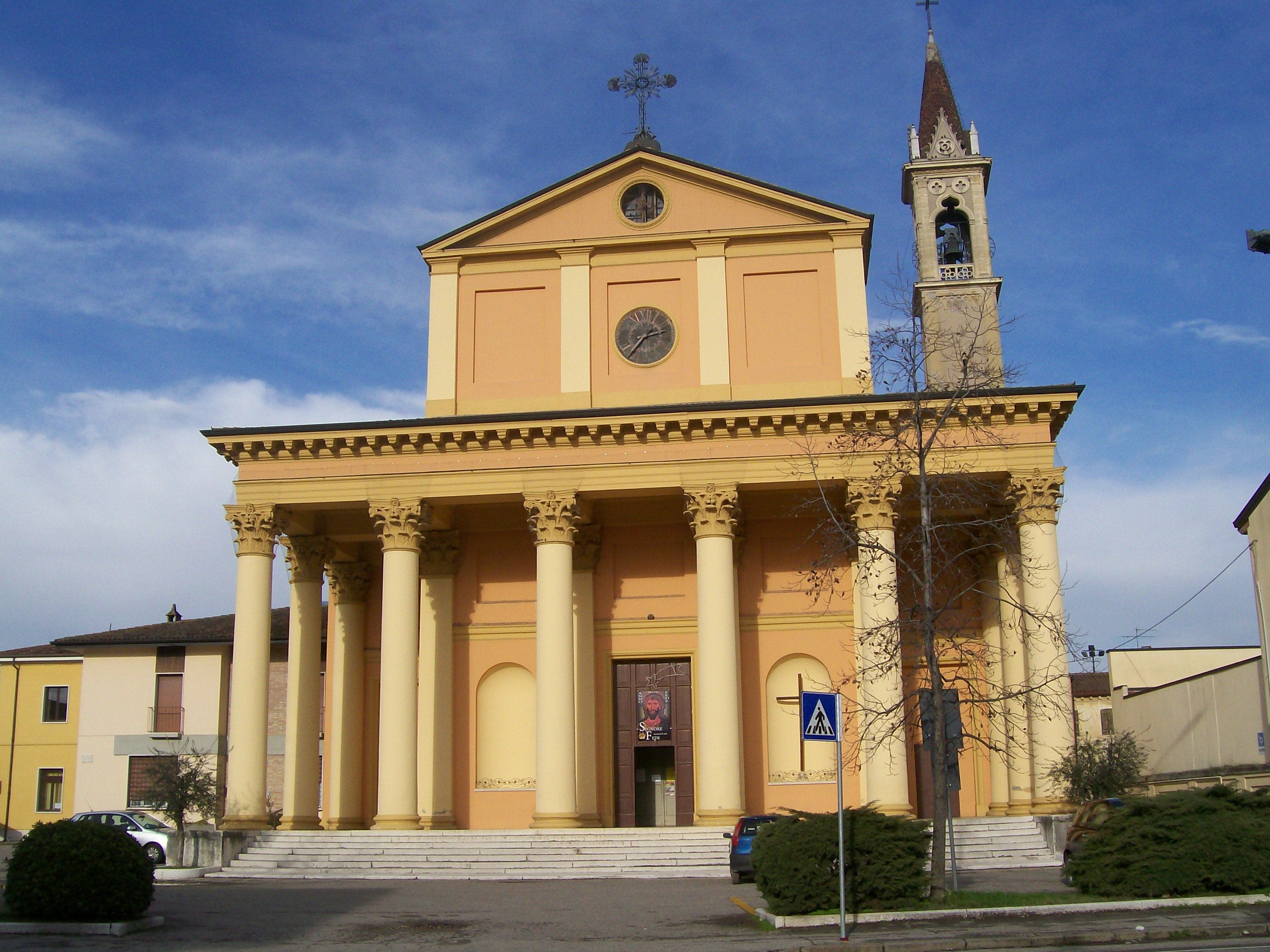
Приходской храм di S. Maria di Zevio.
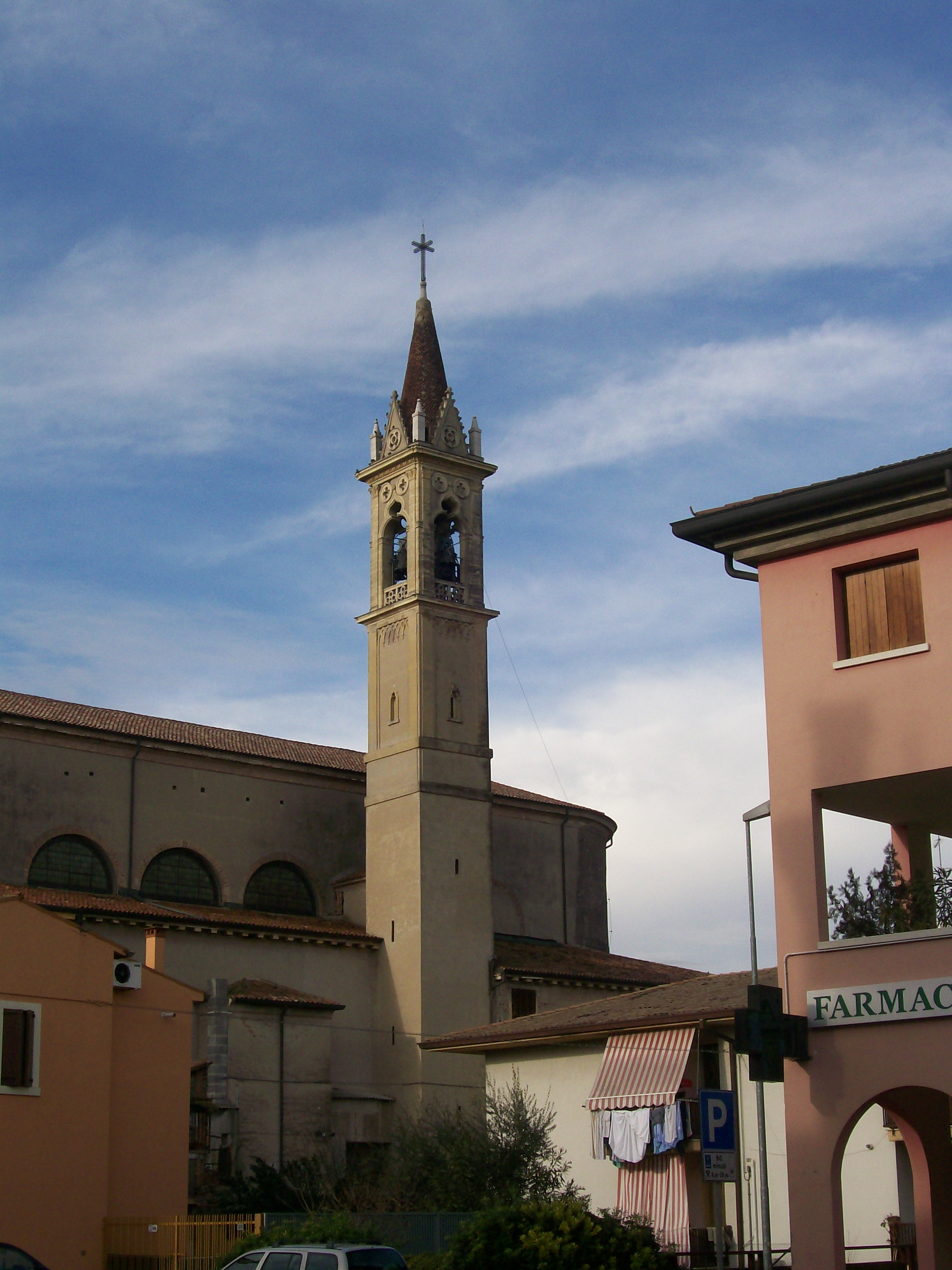
Колокольня приходского храма S. Maria di Zevio.
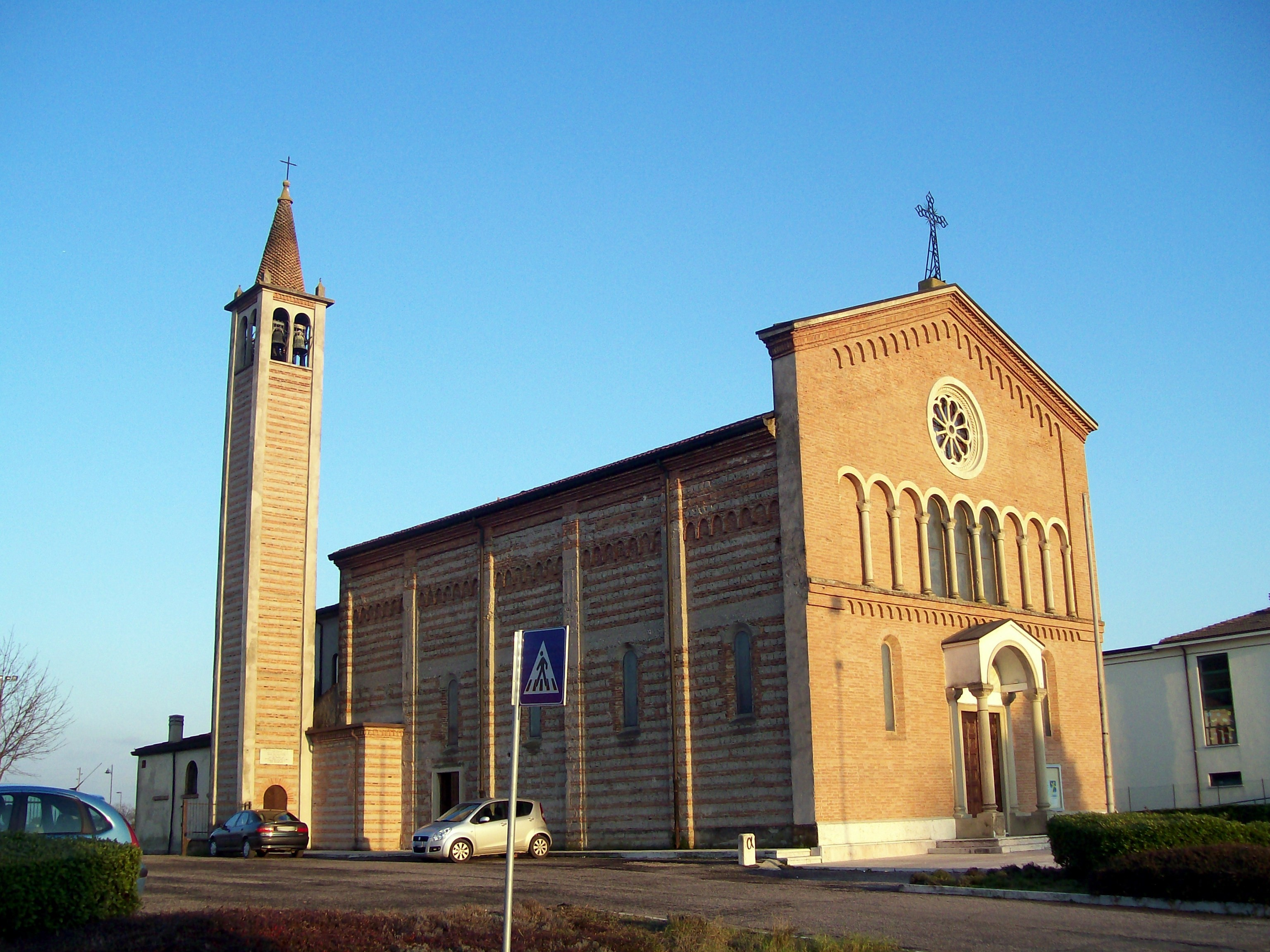
Приходской храм Пресвятыя Троицы,  Volon.
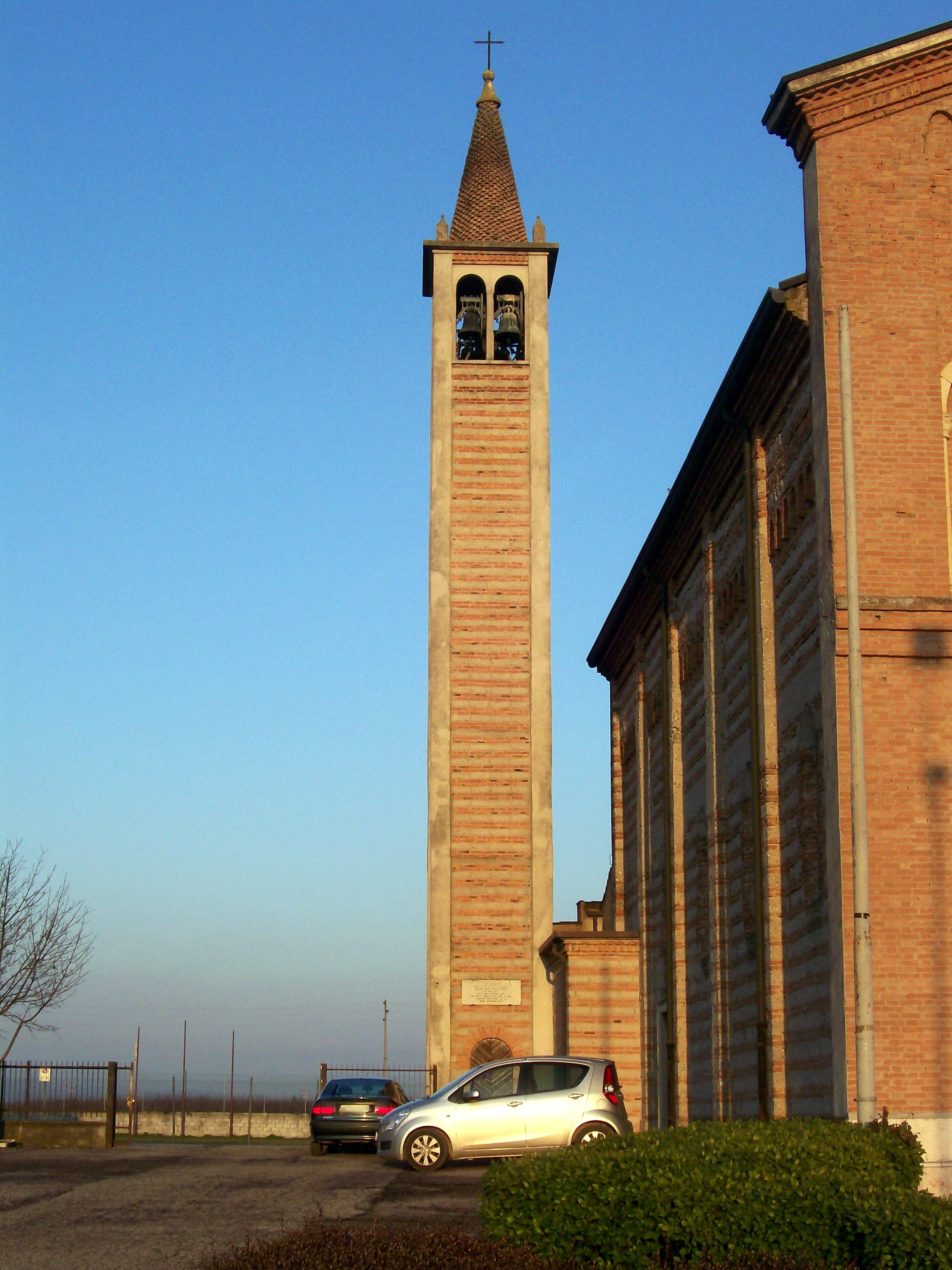
Колокольня, приходской храм Пресвятыя Троицы, Volon.
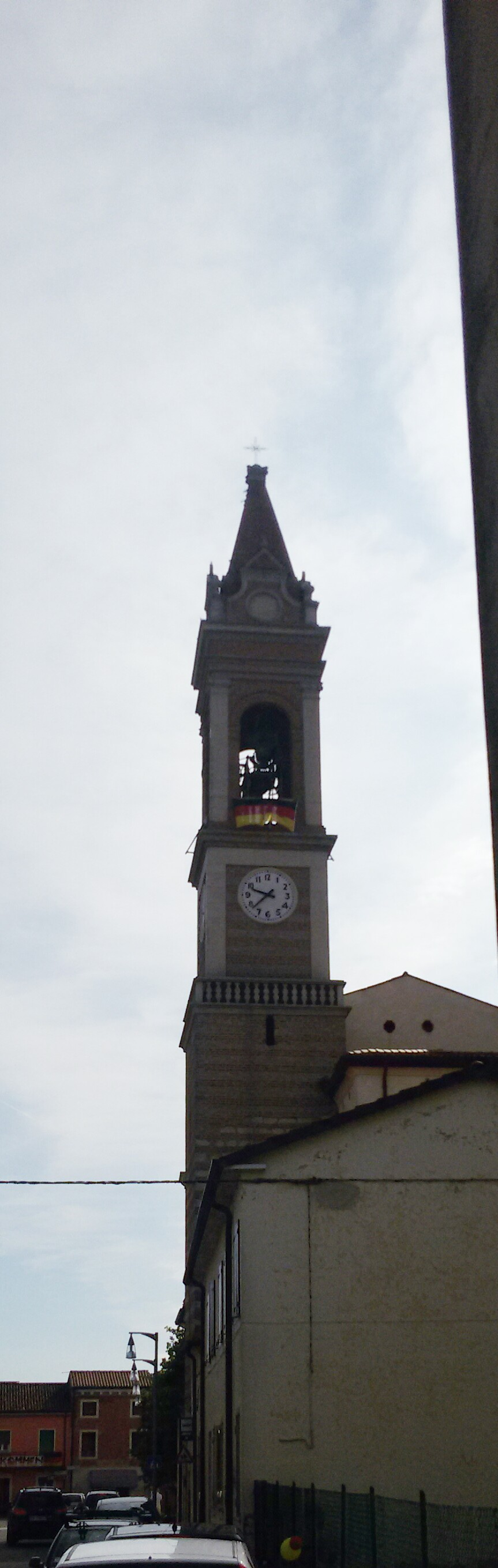
Колокольня, приходской храм святого апостола Варфоломея, Perzacco.